# Palazzo Ducale (Urbino)

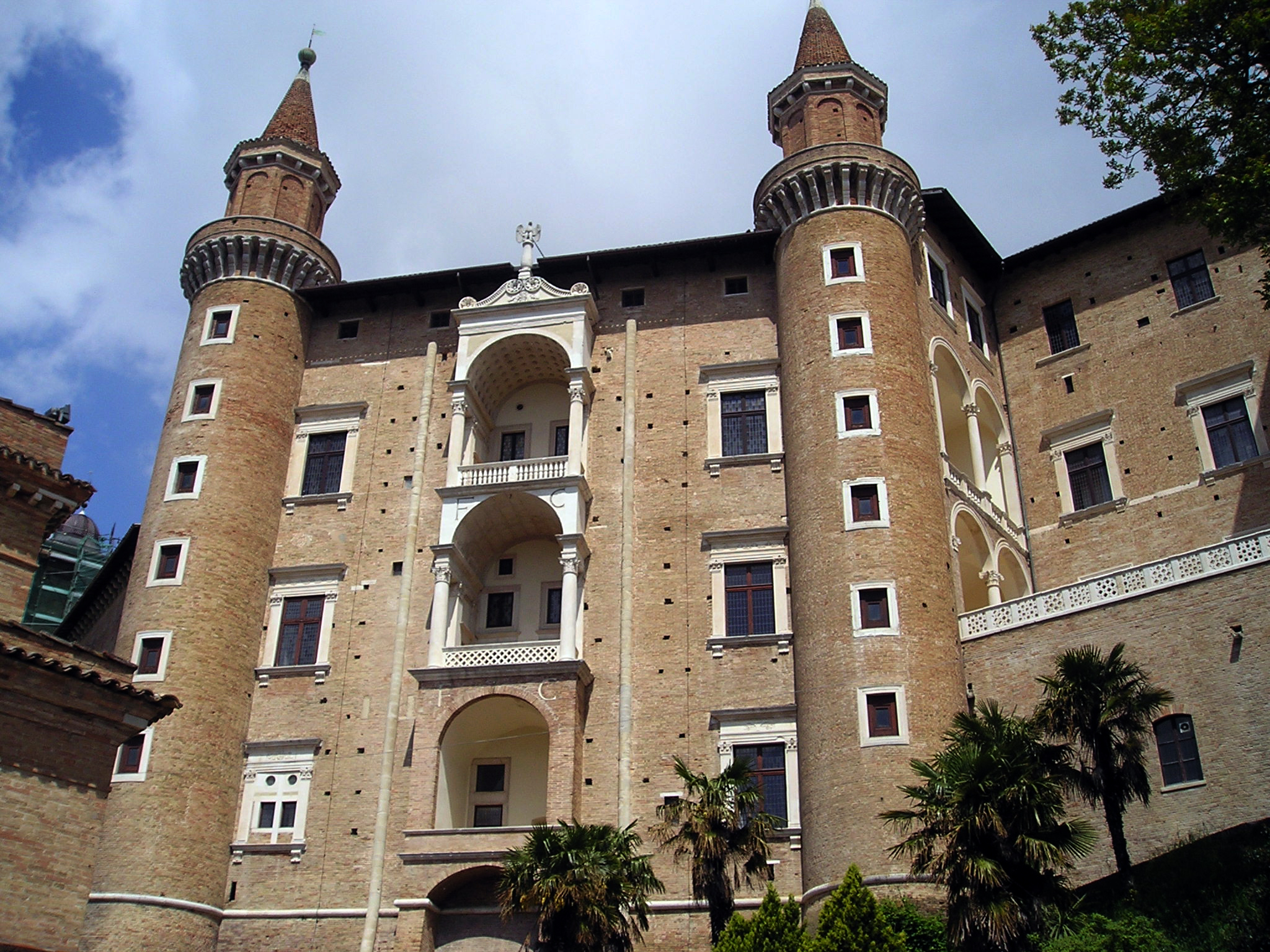
Frontowa ściana pałacu

Palazzo Ducale (pl. „pałac książęcy”) – renesansowa budowla we włoskim mieście Urbino w regionie administracyjnym Marche. Jeden z najważniejszych pomników wczesnego renesansu we Włoszech został umieszczony na liście światowego dziedzictwa UNESCO. Mieści się przy Placu Księcia Federica.

## Historia

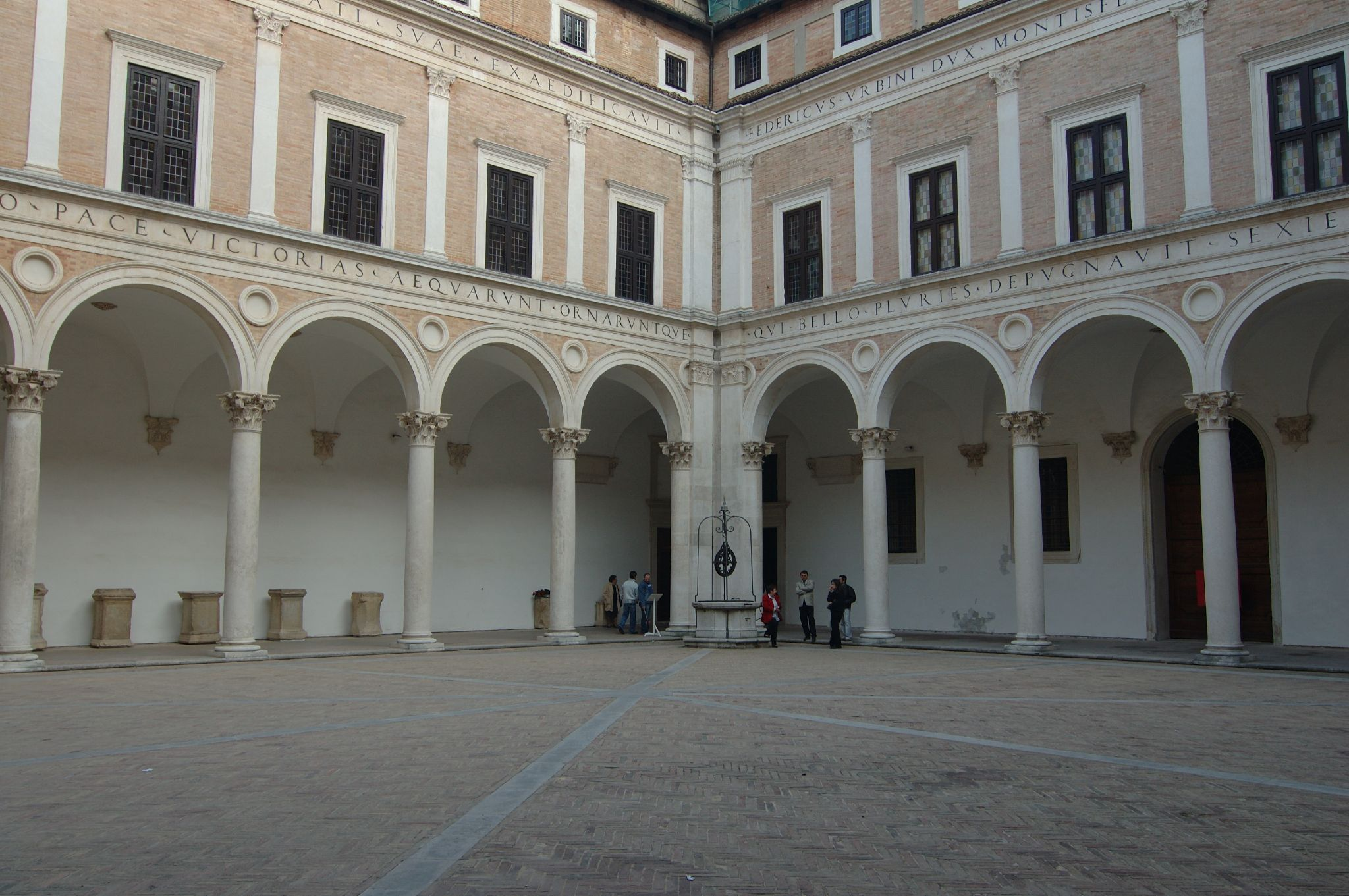
Krużganki dziedzińca wewnętrznego

Budowę pałacu rozpoczął w połowie XV wieku na zlecenie księcia Federica da Montefeltro architekt z Florencji Maso di Bartolomeo. Nowa budowla powstawała na bazie wcześniej wzniesionego pałacu Jole. Luciano Laurana, architekt rodem z Dalmacji, zainspirowany nowatorskimi rozwiązaniami, jakie zastosował Filippo Brunelleschi budując klasztor we Florencji, zaprojektował fasadę, krużgankowy dziedziniec i wielką wejściową klatkę schodową. Lekkie i delikatne łuki krużganków Laurany rywalizują o palmę pierwszeństwa z tymi umieszczonymi w Palazzo della Cancelleria w Rzymie. Przekraczając dotychczas obowiązujące normy architektoniczne i tworząc budowlę, która jak urwisko zawisła nad otoczeniem, zbudował Laurana to, co jemu współcześni uznali za idealną siedzibę władcy.
Po wyjeździe Laurany z Urbino w roku 1472, prace kontynuował Francesco di Giorgio Martini, który wykonał dekoracje fasady pałacu. Portale i rzeźby okołookienne wykonał artysta z Mediolanu Ambrogio Barocci, który zajął się również dekoracją wnętrz. Po śmierci księcia Federica (1482) pałac pozostawiono w stanie częściowo nieukończonym. Wystrój wnętrz drugiego piętra doczekał się ukończenia dopiero w połowie następnego stulecia.
Palazzo Ducale zostało rozsławione przez Baldassarego Castiglione, w jego utworze Dworzanin (Il Cortegiano). Dzieło przedstawia dyskusje toczące się na dworze w Urbino w roku 1507 na temat, kim jest człowiek kultury. Zostało napisane w czasie, gdy Castiglione przebywał w Rzymie jako ambasador księcia Urbino przy dworze Leona X Medyceusza w latach 1513–1521, przedstawia więc dwór z pewnej perspektywy czasowej.
Pałac był użytkowany jako budynek rządowy nieprzerwanie do XX wieku, będąc siedzibą zbioru archiwów miejskich, biur administracji, a także Galerii Narodowej Regionu Marche. Po zakończonych w roku 1985 pracach renowacyjnych udostępniono dla publiczności rozległe podziemia pałacowe.

## Galleria Nazionale delle Marche

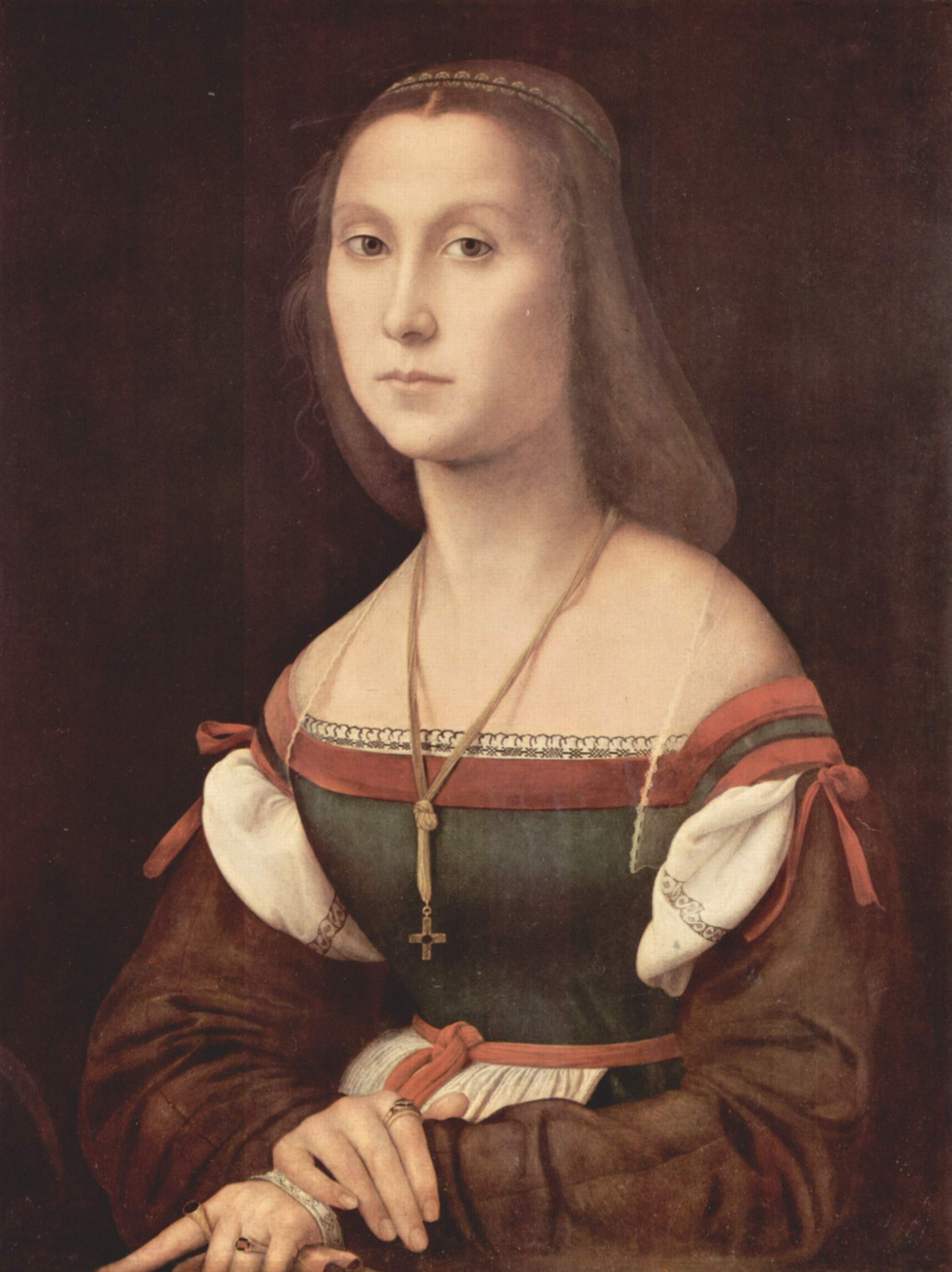
La Muta Rafaela

Galleria Nazionale delle Marche (Galeria Narodowa Regionu Marche), zajmuje część pałacu i stanowi jeden z najważniejszych zbiorów sztuki renesansu włoskiego i światowego. Znajdują się tu obrazy artystów tej miary co Rafael Santi, Van Wassenhove (Ostatnia wieczerza, gdzie sportretował rodzinę Montefeltro i jej dwór), Melozzo da Forlì, Piero della Francesca (Sen św. Hieronima), Paolo Uccello oraz prace wielu innych artystów XV-wiecznych i późniejszych, a wśród nich Zmartwychwstanie Tycjana.
Galeria otwarta jest dla zwiedzających, a zamknięta jedynie w trzy najważniejsze dni świąteczne Włoch.